# Ioan Alexandru Badea
Ioan Alexandru Badea (n. 21 decembrie 1936) este un deputat român în legislatura 1996-2000, ales în municipiul București pe listele partidului PNȚCD.